# Thomas Robert Soderstrom
Thomas Robert Soderstrom (* 9. Januar 1936 in Chicago, Illinois; † 1. September 1987) war ein US-amerikanischer Botaniker. Sein offizielles botanisches Autorenkürzel lautet „Soderstr.“.
Sein Spezialgebiet waren die Süßgräser (Poaceae oder Gramineae).